# Frøydis Ree Wekre
Frøydis Ree Wekre (* 31. Juli 1941 in Oslo) ist eine norwegische Hornistin und emeritierte Professorin an einer Musikhochschule.

## Leben
Die Tochter einer Pianistin und eines Amateurgeigers erlernte schon sehr früh auf dem Klavier und auf der Violine zu musizieren. Erst im Alter von 17 Jahren griff sie zum Horn und studierte dieses Instrument in Schweden, Russland und den USA. Lehrer waren unter anderem Wilhelm Lanzky-Otto und Vitali Bujanowskij.
Ihr erstes Engagement erhielt sie 1960 in der norwegischen Oper. Dann 1961 erhielt sie ein Engagement beim Philharmonischen Orchester Oslo. Von 1965 bis 1991 war sie Solohornistin in diesem Orchester, ebenso an der Norwegischen Oper.
Seit 1991 ist sie Professorin für Horn und Bläserkammermusik an der Norwegischen Musikhochschule in Oslo. Daneben gibt sie Meisterkurse in Europa und Nordamerika. Sie ist Autorin des Buches Thoughts on Playing the Horn Well, das in mehrere Sprachen übersetzt worden ist. Mehrere Komponisten haben ungefähr 40 Werke für Wekre geschrieben, so unter anderem Sigurd Berge das Werk Hornlokk und Trygve Madsen eine Hornsonate. Das Hornkonzert op. 49 von Wolfgang Plagge aus dem Jahr 1990 ist ebenfalls ihr gewidmet.
Frau Wekre war zwei Jahre lang Vorsitzende der International Horn Society, zu deren Ehrenmitglied sie ernannt wurde.

## Schriften
- (1994): Thoughts on Playing the Horn Well. Selbstverlag. ISBN 82-993244-0-8